# Multiplekser

Oznaczenie multipleksera

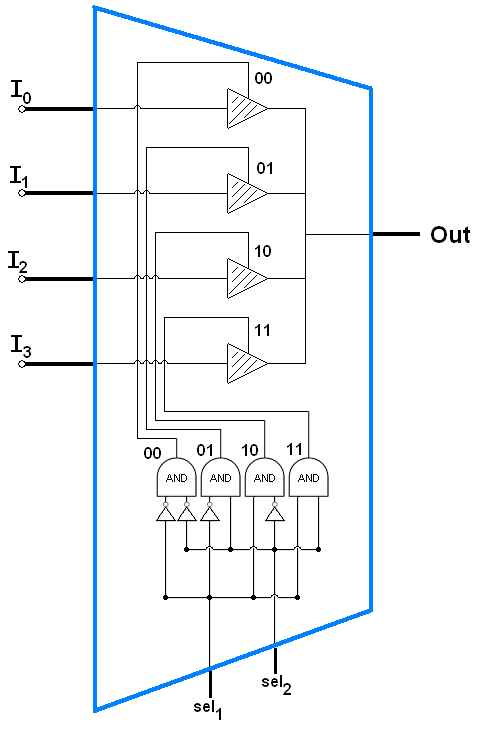
Przykładowa budowa wewnętrzna multipleksera

Multiplekser (w skrócie MUX) – układ kombinacyjny, najczęściej cyfrowy, służący do wyboru jednego z kilku dostępnych sygnałów wejściowych i przekazania go na wyjście.
Multiplekser jest układem komutacyjnym (przełączającym), posiadającym k wejść informacyjnych (zwanych też wejściami danych x0, x1, …, xk-1, zazwyczaj jest ich 2n), n wejść adresowych (sterujących a0, a1, …, an-1) i jedno wyjście y. Posiada też wejście sterujące działaniem układu oznaczane jako S (wejście strobujące/zegarowe (Zegar (generator)), ang. strobe) lub e (ang. enable).
Działanie multipleksera polega na przekazaniu wartości jednego z wejść xi na wyjście y. Numer i tego wejścia jest podawany na linie adresowe a0, a1, …, an-1. Jeśli na wejście strobujące (blokujące) S podane zostanie logiczne „0”, to wyjście y przyjmuje określony stan logiczny (zazwyczaj również zero), niezależny od stanu wejść danych X i adresowych A.
Tablica prawdy dla multipleksera z dwoma wejściami danych xi i wejściem strobującym S:
| wejścia | wejścia | wejścia | wyjście |
| S       | x0      | x1      | y       |
| ------- | ------- | ------- | ------- |
| 0       | 0       | 0       | 0       |
| 0       | 0       | 1       | 0       |
| 0       | 1       | 0       | 1       |
| 0       | 1       | 1       | 1       |
| 1       | 0       | 0       | 0       |
| 1       | 0       | 1       | 1       |
| 1       | 1       | 0       | 0       |
| 1       | 1       | 1       | 1       |
Multiplekser można zbudować także z dekodera o takiej liczbie wejść, ile wejść adresowych posiada dany multiplekser oraz bramek AND. Do jednego wejścia każdej bramki AND należy podłączyć odpowiednie wyjście dekodera, do drugiego – odpowiednią linię wejściową xi. Wyjścia wszystkich bramek AND należy podłączyć do wejść bramki OR.
Układem pełniącym funkcje odwrotne do multipleksera jest demultiplekser.